# Praia das Maçãs
Praia das Maçãs ('playa de las manzanas') es un pueblo costero portugués y conocido balneario, ubicado en la desembocadura del río Maçãs, en la freguesia de Colares (municipio de Sintra), al norte de Lisboa. 

## Historia
El tranvía de Sintra llegó a la población en 1904 y estuvo en servicio hasta 1958. Fue el final de la línea excepto en el periodo entre 1930-1955, cuando el servicio se extendió a la vecina playa de Azenhas do Mar. Más tarde, en 1980 se volvería a poner en marcha hasta la actualidad.[cita requerida]
El pintor José Malhoa retrató la playa en su obra Praia das Maçãs, pintado en óleo sobre madera en 1918.
Durante la Segunda Guerra Mundial, Praia das Maçãs acogió a cientos de refugiados, especialmente holandeses.
En 2009 se grabó en esta playa el videoclip de Amazing, de la cantante rumana Inna.

En la madrugada del 14 de enero de 2015, hubo un naufragio en esta zona en el que se embarcaban 6 pescadores, uno de ellos logró nadar hasta la playa y dio la alerta.

Galería
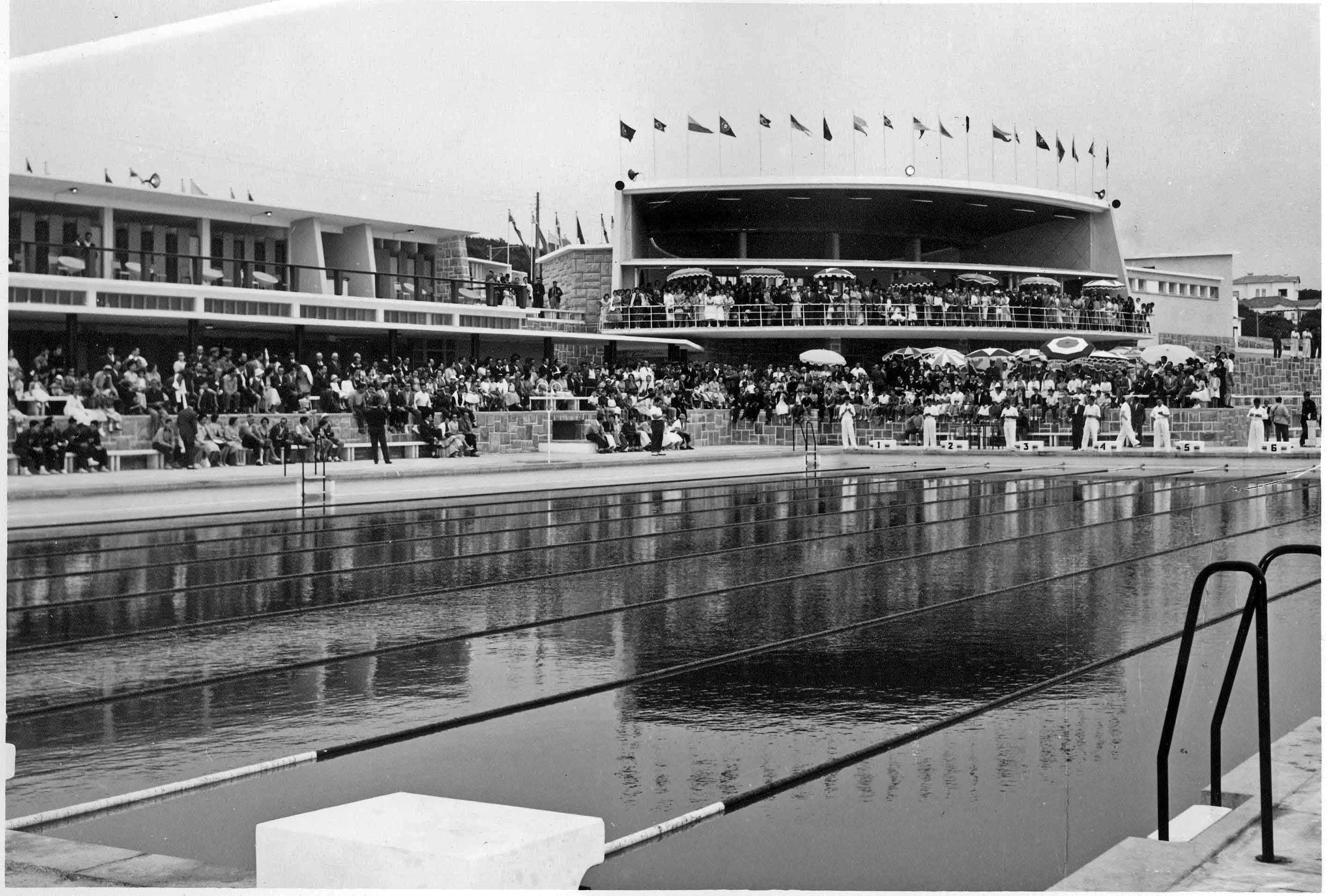
Inauguración de la piscina de la Praia das Macas, 1952
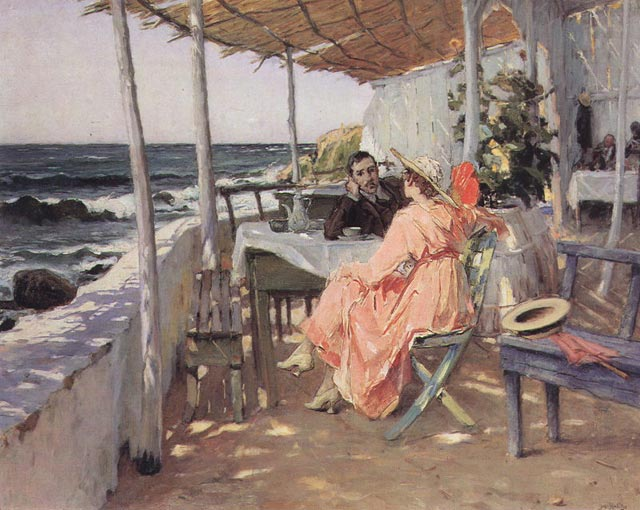
À beira-mar (Praia das Maçãs) (1918), por José Malhoa
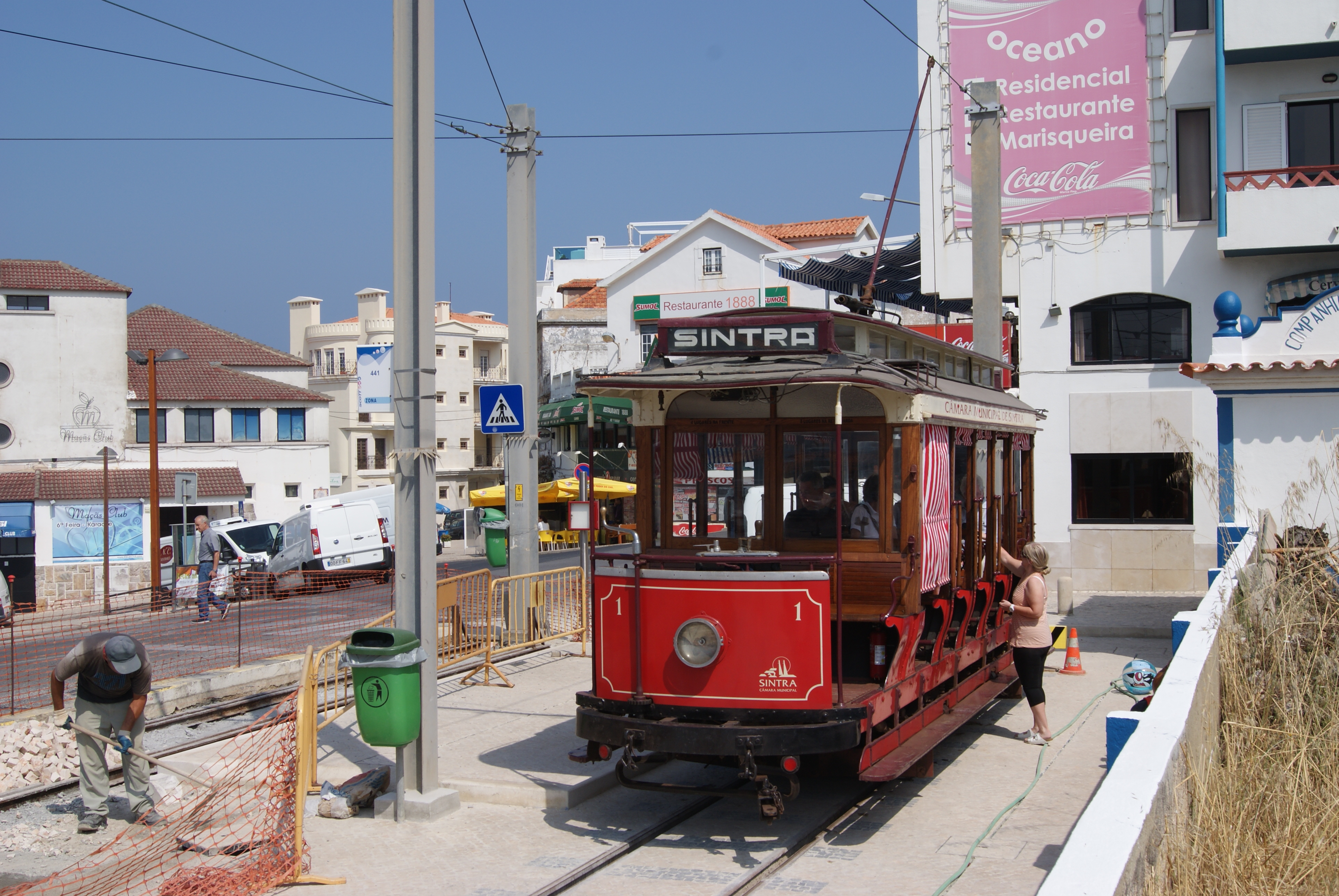
Terminal de la línea del Tranvía de Sintra